# Globale-G8-Partnerschaft
Globale-G8-Partnerschaft nennt sich die von dem ehemaligen deutschen Bundeskanzler Gerhard Schröder und dem Präsidenten der Russischen Föderation, Wladimir Putin, im Juni 2002 ins Leben gerufene Partnerschaft gegen die Verbreitung von Massenvernichtungswaffen und -materialien.
Insgesamt wollen die G8-Staaten für diese Ziele innerhalb von zehn Jahren die Summe von bis zu 20 Mrd. US-$ aufbringen, wobei Russland zu diesem Betrag 2 Mrd. US-$ bereitstellen wird und Deutschland bis zu 1,5 Mrd. US-$ zugesagt hat. Auf dem G8-Gipfel in Évian-les-Bains 2003 haben die Partnerstaaten ihr Engagement zur Umsetzung dieser Initiative bekräftigt.